# 크리스티안 볼프

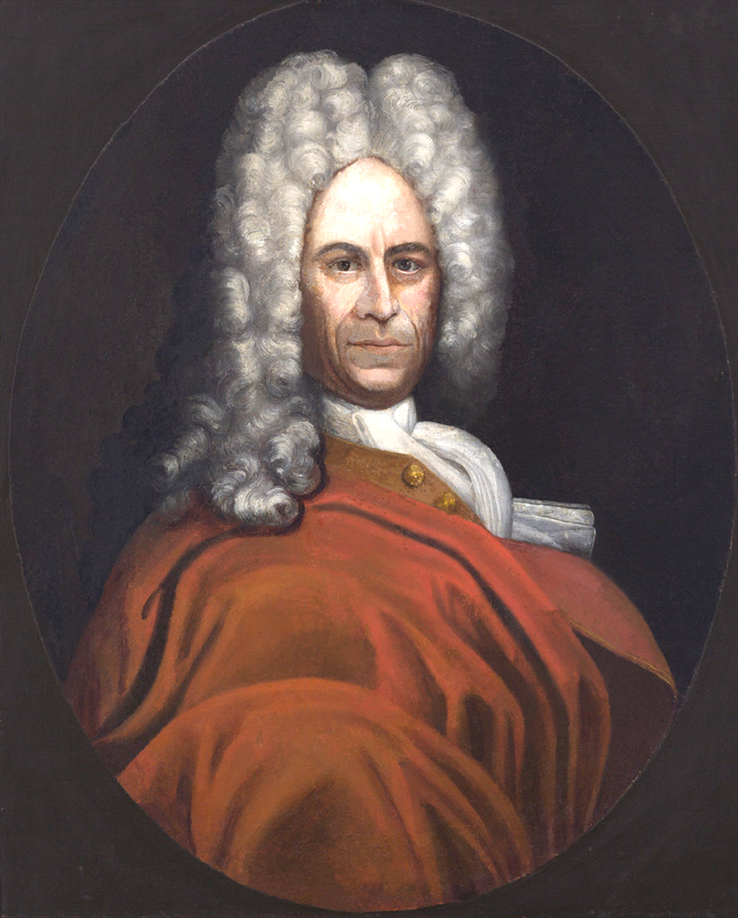
크리스티안 볼프

크리스티안 볼프(Christian Wolff, 1679년 1월 24일 ∼ 1754년 4월 9일)는 독일의 계몽 철학자이다. 볼프는 라이프니츠와 칸트 사이에 가장 저명한 독일 철학자 중 한 명으로 평가된다. 그의 일생의 업적은 그 시대의 거의 모든 학문 분야를 아우르며, 증명-연역적, 수학적 방법에 따라 전개되고 펼쳐졌는데, 일부는 이를 독일 계몽주의 합리성의 정점이라고 여긴다.
볼프는 학술 교육과 연구의 주 언어로 독일어를 사용했지만, 그의 다른 유럽 국가의 독자들을 위해 자신의 저작들을 라틴어로 번역하기도 했다. 그는 특히 경제학과 행정학 등 여러 학문 분야의 창시자 중 한 명으로 꼽히며, 정부 관계자들에게 실질적인 문제에 대한 조언을 제공하고 대학 교육의 전문적인 성격을 강조했다.

## 생애

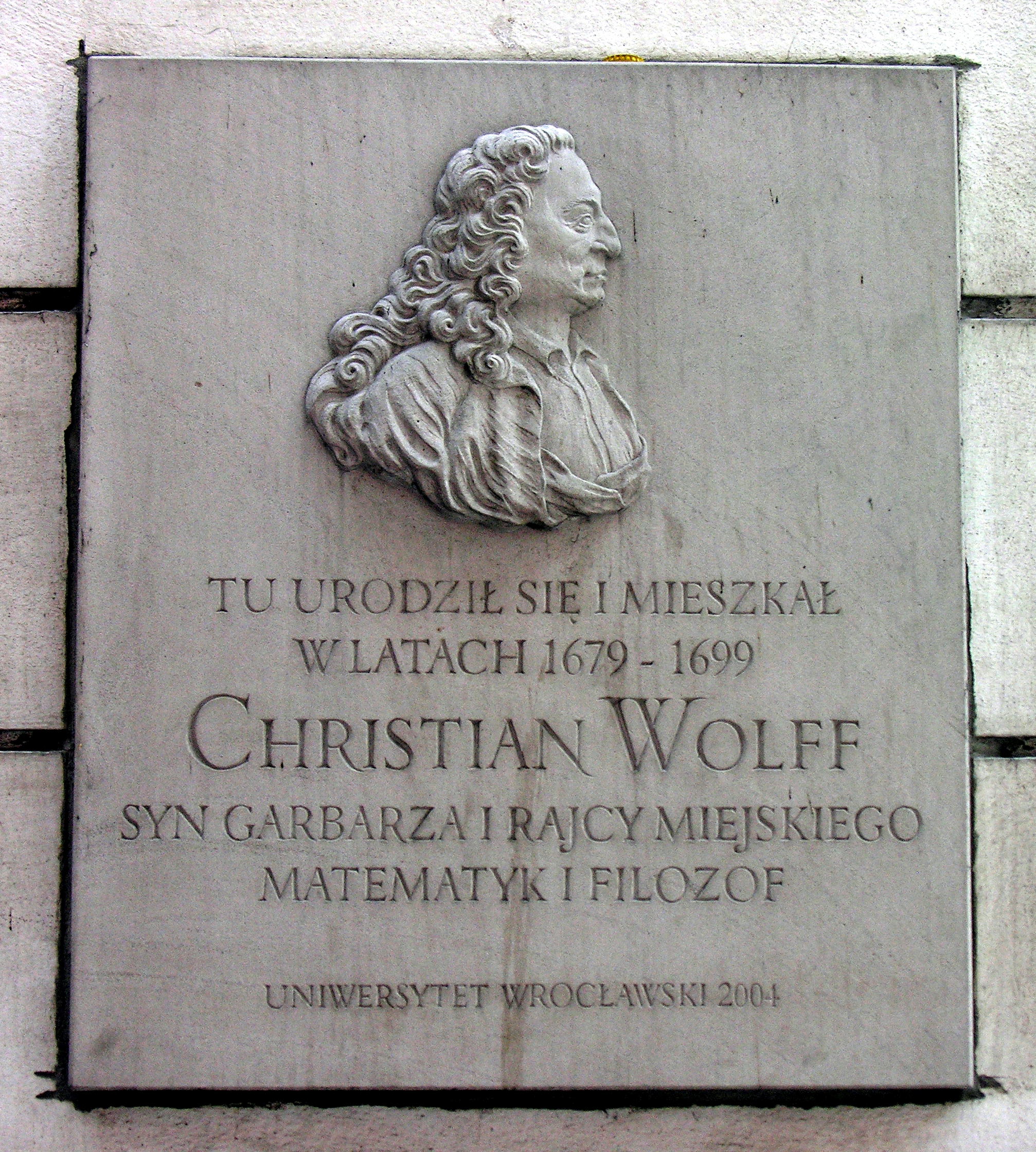
볼프가 태어나 1679년부터 1699년까지 살았던 브로츠와프(Breslau) 건물의 명판

볼프는 (지금은 폴란드 브로츠와프인) 합스부르크 실레지아의 브레슬라우의 평범한 가정에서 태어났다. 그는 예나 대학교에서 수학과 물리학을 공부했고, 곧 철학을 함께 수학했다.
1703년, 그는 라이프치히 대학교에서 무급 강사(Privatdozent) 자격을 얻었으며, 그곳에서 1706년까지 강의했다. 이때 그는 할레 대학교의 수학 및 자연 철학 교수로 초빙되었다. 이 시기에 그는 고트프리트 라이프니츠와 인연을 맺었고 (두 사람은 서신 교환을 통해 교류했다), 라이프니츠의 철학은 볼프 자신의 철학 시스템에 일부 반영되었다.
할레에서 볼프는 처음에는 수학 분야 연구에만 전념했지만, 동료의 퇴직으로 인해 물리학을 추가했고, 곧 모든 주요 철학 분야를 연구하게 되었다.
볼프가 철학적 이성(philosophical reason) 을 옹호하며 내세운 주장들은 그의 신학 동료들에게 불경하게 비쳤다. 할레는 경건주의(Pietism)의 본거지였는데, 경건주의는 루터교 교조주의(dogmatism) 와의 오랜 투쟁 끝에 새로운 정통주의의 특성을 띠게 되었다. 볼프가 표방한 이상은 신학적 진리를 수학적으로 확실한 증거에 기반을 두는 것이었다. 경건주의자들과의 갈등은 1721년에 공개적으로 불거졌는데, 이때 볼프는 부총장직에서 물러나는 자리에서 "중국인의 실천 철학에 대하여"(Oration on the Practical Philosophy of the Chinese)라는 연설(영문 번역 1750년)을 했다. 이 연설에서 그는 고대 중국인들이 오직 이성에 기반하여, 즉 신의 계시 없이도 타당한 도덕 이론을 발전시켰다고 주장했다.

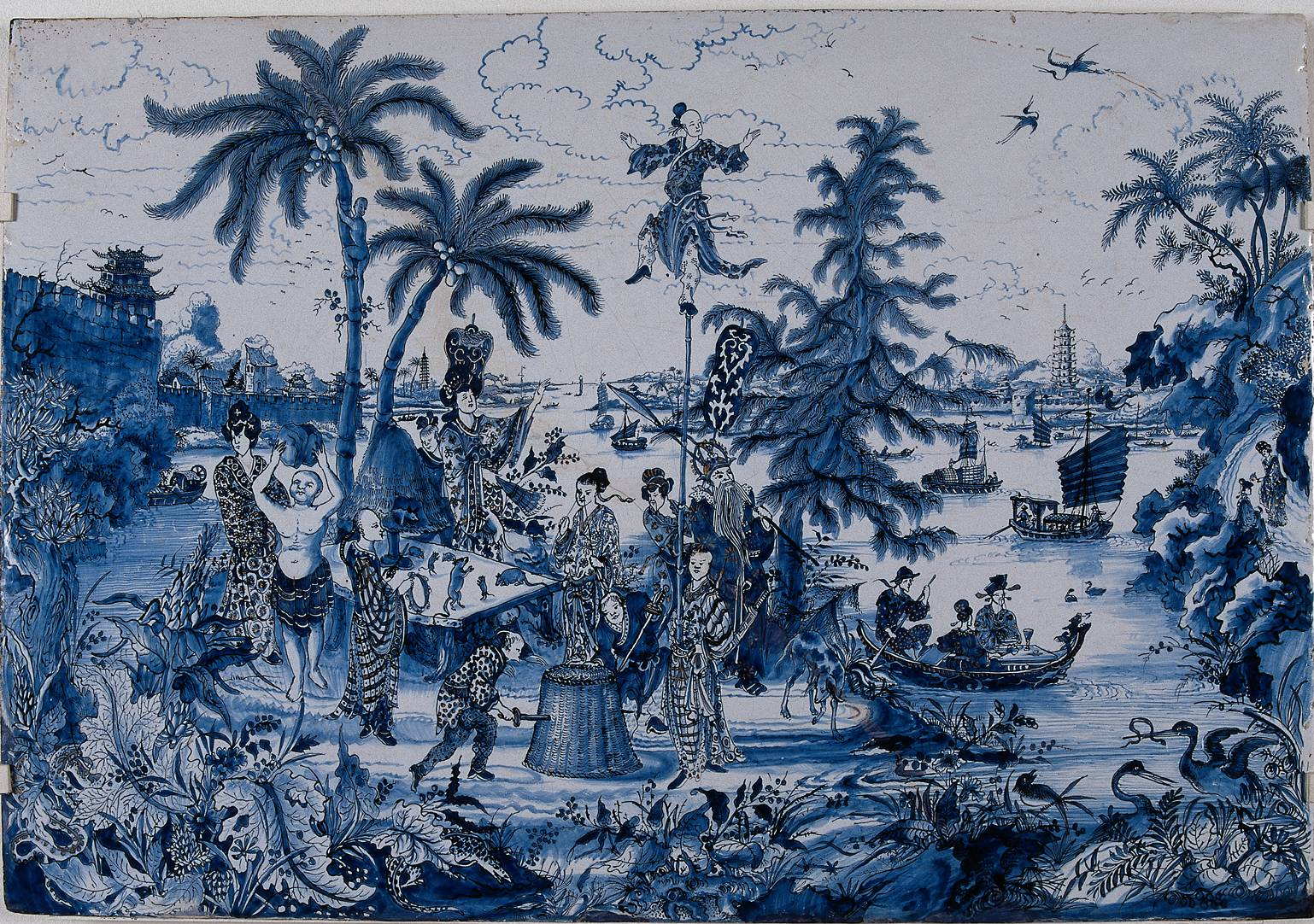
Delftware plaque with chinoiserie, 17th century

1723년 7월 12일, 볼프는 부총장 임기를 마치며 학생들과 치안판사들을 대상으로 강연을 했다.
볼프는 플랑드르 선교사 프랑수아 노엘(François Noël, 1651–1729)과 필리프 쿠플레(Philippe Couplet, 1623–1693)의 저서들을 바탕으로 모세, 그리스도, 마호메트를 공자와 비교했다.

볼테르에 따르면, 같은 대학에서 가르치는 아우구스트 헤르만 프랑케(August Hermann Francke) 교수는 텅 빈 강의실에서 가르쳤지만, 볼프는 이 강의로 전국에서 약 1,000명의 학생들을 끌어모았다고 한다.
이후 볼프는 프랑케로부터 숙명론(fatalism) 과 무신론(atheism) 혐의로 고발당했고, 18세기 가장 유명한 학문적 드라마 중 하나였던 이 사건을 통해 1723년 할레의 첫 교수직에서 쫓겨났다. 경건주의자였던 다음 부총장 요아힘 랑게(Joachim Lange)와 그의 아들은 프리드리히 빌헬름 1세 국왕의 총애를 받고 있었는데, 그들은 볼프의 결정론(determinism) 이 인정된다면 탈영병은 처벌받을 수 없을 것이라고 국왕에게 주장했고, 이 말에 격분한 국왕은 즉시 볼프를 해임하고 48시간 내에 프로이센 영토를 떠나지 않으면 교수형에 처하겠다고 명령했다.
조너선 I. 이스라엘(Jonathan I. Israel)은 "이 갈등은 18세기의 가장 중요한 문화적 대결 중 하나였으며, 프랑스 혁명 이전에 중부 유럽과 발트해 국가들에서 계몽주의 시대의 가장 중요한 사건이었을 것"이라고 평했다.
같은 날, 볼프는 작센을 거쳐 즉시 헤세-카셀의 마르부르크로 향했다. 그는 이러한 위기가 닥치기 전부터 마르부르크 대학교로부터 초청을 받았었고, 이 초청은 이제 다시 활성화되었다. 헤세의 방백(Landgrave) 은 그를 극진히 대우했으며, 볼프가 추방되었다는 사실은 오히려 그의 철학에 대한 전 세계적인 관심을 불러일으켰다. 볼프의 철학은 곳곳에서 논의되었고, 1737년 이전에 200권이 넘는 서적과 소책자가 그의 철학을 지지하거나 반대하는 내용으로 출판되었으며, 볼프와 그의 추종자들의 체계적인 논문은 제외한 수치였다. 연설문은 판매금지되었지만 불법적으로 인쇄되어 토론장마다 많이 팔렸으며 독일 전역에서 200여건의 관련 저술이 나오고 연설문은 1726년에 정식 출판되었다.
프로이센의 황태자 프리드리히는 요아힘 랑게에 맞서 볼프를 옹호했으며, 볼프의 옛 제자였던 베를린 장관 장 데샹(Jean Deschamps)에게 『신, 세계, 인간의 영혼, 그리고 모든 것에 관한 이성적 사상(Vernünftige Gedanken von Gott, der Welt und der Seele des Menschen, auch allen Dingen überhaupt)』을 프랑스어로 번역하도록 명령했다. 1736년 8월 8일, 프리드리히는 철학자 볼테르에게 보낸 첫 편지에서 『논리학 또는 인간 이해력의 힘에 대한 고찰(Logique ou réflexions sur les forces de l'entendement humain)』 사본을 보낼 것을 제안했다. 1737년에는 울리히 프리드리히 폰 줌(Ulrich Friedrich von Suhm, 1691–1740)이 볼프의 『형이상학(Metafysica)』을 프랑스어로 번역했다. 볼테르는 프리드리히가 직접 이 책을 번역했다고 오해했다.
1738년, 당시 왕이었던 프리드리히 빌헬름 1세는 볼프의 저작을 읽으려 애쓰기 시작했다. 1740년 프리드리히 빌헬름 1세가 사망하자, 그의 아들이자 후계자인 프리드리히 2세의 첫 조치 중 하나는 볼프를 프로이센 학술원으로 영입하는 것이었다. 볼프는 처음에는 거절했지만, 1740년 9월 10일 할레 대학의 임명을 수락했다.
1740년 12월 6일, 그의 할레 입성은 개선식과 같은 성격을 띄었다. 1743년, 그는 대학 총장이 되었고, 1745년에는 프라이헤어(Freiherr, 남작) 작위를 받았다. 이는 아마도 그의 학문적 업적을 바탕으로 신성 로마 제국에서 세습 남작 작위를 받은 최초의 학자였을 것이다.
1754년 4월 9일 볼프가 사망했을 때, 그는 강의료, 급여, 인세 수입 덕분에 매우 부유한 사람이었다. 그는 또한 여러 학술원의 회원이었다. 그의 학파인 볼프 학파(Wolffians)는 철학적 의미에서 독일 철학자와 연관된 최초의 학파였다. 이 학파는 칸트주의(Kantianism) 가 부상하기 전까지 독일을 지배했다.
볼프는 결혼하여 여러 자녀를 두었다.

## 철학적 업적
볼프의 철학은 모든 주제를 명확하고 체계적인 형식으로 정리할 수 있다는 이성에 대한 강한 신뢰를 바탕으로 한다. 그는 저작들을 라틴어와 독일어 두 개 언어로 저술한 것으로 유명하다. 그의 영향으로 자연법과 철학이 독일 대부분의 대학들, 특히 개신교 영향 아래 있는 대학들에서 가르쳐졌다. 볼프는 헤세-카셀에 이들 학문의 도입을 직접 추진하기도 했다.
볼프의 체계는 라이프니츠의 결정론과 낙관론을 계승하지만, 라이프니츠의 모나드론(단자론, monadology)의 영향은 축소되었다. 또한 신이 조화로운 세상을 창조했다는 예정조화설은 형이상학적 의미를 잃었고, 충분근거율은 다시 폐기되었으며, 볼프가 철학의 근본 원리로 삼았던 모순율(principle of contradiction)이 그 자리를 대신한다.
볼프는 철학을 이론 철학과 실천 철학으로 나누었다. 때때로 '합리 철학(philosophia rationalis)'이라고 불리는 논리학은 이 둘 모두의 서론 또는 예비 학문(propaedeutics)을 구성한다.
이론 철학은 '제일 철학(philosophia prima)'으로 존재론, 즉 일반 형이상학을 그 한 부분으로 삼았다.,  이는 영혼, 세계, 신에 관한 세 가지 특수 형이상학을 구분하는 전제로 작용한다. 이 세 분야는 합리 심리학, 합리 우주론, 합리 신학이다. 이 세 학문은 계시와 무관하기 때문에 경험적이고 합리적이라고 불린다. 종교적 삼분법(피조물, 창조 행위, 창조주)에 상응하는 이 체계는 칸트가 *순수이성비판*에서 다루면서 철학자들에게 가장 잘 알려지게 되었다.
칸트의 저서 2판 '서문'에서 볼프는 "모든 독단주의 철학자 중 가장 위대한 자"로 정의된다. 볼프는 쇠렌 키르케고르에게도 영향을 주어서, 키르케고르가 세 부분으로 된 구조와 철학적 내용을 차용한 저작 인생길의 여러 단계을 쓰기도 하였다.
볼프는 존재론을 연역적 학문으로 보며 두 가지 근본 원리에 기반을 두고 있다고 했다. 즉, "동일한 것이 존재하면서 존재하지 않을 수는 없다"는 무모순율과 "존재하지 않는 것보다 존재하는 것에 대한 충분한 이유 없이는 아무것도 존재하지 않는다"는 충분근거율이 그것이다. '존재자'는 모순을 포함할 수 없는 '규정'(determinations) 또는 '술어'(predicates)로 정의된다. 규정은 '본질적 속성(essentialia)', '속성(attributes)', '양태(modes)'의 세 가지 유형으로 나뉜다. '본질적 속성'은 존재자의 본질을 규정하며, 따라서 이 존재자의 필연적인 속성이다. '속성'은 본질적 속성에서 파생되며 마찬가지로 필연적인 반면, '양태'는 단지 우연적이다. 볼프는 '존재'를 존재자가 결여할 수도 있는 여러 규정(determinations)들 중 하나로 이해한다. 존재론은 실제 존재하는 것뿐만 아니라 광범위한 존재에 관심을 갖는다. 그러나 실제 존재하든 그렇지 않든 모든 존재자는 충분한 이유를 갖는다. 실제 존재하지 않는 것들에 대한 충분한 이유는 그 사물의 본질적 본성을 구성하는 모든 규정들에 있다. 볼프는 이를 "존재의 이유"라고 부르며, 어떤 것들이 실제 존재하는 이유를 설명하는 "생성의 이유"와 대비시킨다.
실천 철학은 윤리학, 경제학, 정치학으로 세분된다. 볼프의 도덕 원리는 인간 완성의 실현이며, 이는 우리가 살고 있는 세상에서 인간이 실제로 달성할 수 있는 완벽함이라고 현실적으로 간주된다. 이런 계몽주의적 낙천주의와 세속적 현실주의 덕에 볼프는 미래의 정치가와 기업 지도자들을 위한 성공적이고 인기 있는 철학자가 될 수 있었다.

## 볼프 학파
볼프는 독일에서 유일하게 생겨난 학술적 파벌인 학파를 형성한 최초의 독일 철학자였는데, 그의 생존중인 1737년에는 이미 107명 정도의 볼프 학도(學徒)가 있었다고 한다. 그의 충실한 제자로서는 <볼프 학파 철학의 교정(敎程)>의 저자 튀미히(1697-1728)나, <아름다운 볼프 학파>를 쓴 포르마이(1711-1797) 등의 이름을 들 수 있다. 그렇지만 볼프의 체계 자체에는 새로운 것을 첨가할 여지가 거의 없었기 때문에 그들의 일은 볼프 철학의 적요(摘要)를 쓰는 일에 시종되었는데, 그러한 가운데서 단 한 사람, 볼프에게서 등한시되어 있던 영역(미학)의 개척을 시도한 것이 바움가르텐이다.

## 반볼프파
볼프와 그의 학파는 엄격한 기하학적 방법에 입각한 형식주의에 의해 철학의 체계를 완성시켜 당시의 철학적 일반 교양을 지배했다. 그러나 이 학파의 무미건조한 분석이나 모든 것을 기하학적 증명으로 단정하는 독단적 태도는 거기에 반발하는 사람들을 낳게 했다. 안드레아스 뤼디거(1673-1731), 크리스티안 아우구스트 크루지브스(1715-1775), 요한 하인리히 람버르트(1728-1777) 등이 그들이다. 그들은 모두 실질적인 내용을 갖는 인식이 경험을 기본으로 하여 일어나는 것임을 주장하여 논리만을 고집하는 볼프의 입장을 수정하려고 했다.

## 공자의 사상
볼프는 공자의 윤리철학과 합리주의 사이의 유사성에 주목했다.  그는 공자의 도덕철학이 서구의 기독교적 도덕체계와 조화를 이룰 수 있다고 주장했다.  공자의 가르침을 유럽 계몽주의 철학과 연결하면서 도덕적 합리주의의 기초로 삼았다.  그의 저서인 《공자의 철학, 1721》에서 그는 공자의 사상을 "중국 철학" 으로 체계적으로 정리하였다.  그는 공자의 도덕철학이 유럽의 자연법과 합리주의 철학과 유사하다고 주장하였다.  
1. 1 2   본 문서에는 현재 퍼블릭 도메인에 속한 브리태니커 백과사전 제11판의 내용을 기초로 작성된 내용이 포함되어 있습니다.
2. ↑  Wolff, C. (1985).  Michael Albrecht, 편집. 《Oratio de Sinarum philosophia practica/Rede über die praktische Philosophie der Chinesen》. Philosophische Bibliothek (독일어). Hamburg, Germany: Felix Meiner Verlag. XXXIX쪽.
3. ↑  Lang, Donald F. (1953). “The Sinophilism of Christian Wolf (1679–1754)”. 《Journal of the History of Ideas》 (University of Pennsylvania Press) 14 (4): 561–574. doi:10.2307/2707702. JSTOR 2707702.
4. ↑  Ingrao, 1982, p. 955
5. ↑  Hettche, Matt (2014년 11월 11일). 〈Christian Wolff. 8.1 Ontology (or Metaphysics Proper)〉. 《SEP》. 2018년 3월 24일에 확인함.
6. ↑  Mattey, George J. (2012). “UC Davis Philosophy 175 (Mattey) Lecture Notes: Rational Psychology”. University of California, Davis, Department of Philosophy. 2018년 12월 8일에 원본 문서에서 보존된 문서. 2018년 3월 11일에 확인함.
7. ↑  van Inwagen, Peter (2014년 10월 31일). 〈1. The Word 'Metaphysics' and the Concept of Metaphysics〉. 《SEP》. 2018년 3월 11일에 확인함.
8. ↑  Hettche, Matt (2014년 11월 11일). 〈Christian Wolff. 8. Theoretical Philosophy〉. 《SEP》. 2018년 3월 24일에 확인함.
9. ↑  Hettche, Matt (2014년 11월 11일). 〈Christian Wolff. 8.3 Psychology (Empirical and Rational)〉. 《SEP》. 2018년 3월 24일에 확인함.
10. ↑  Duignan, Brian (2009년 4월 20일). 〈Rational psychology〉. 《Encyclopædia Britannica》. 2018년 3월 12일에 확인함.
11. ↑  Hettche, Matt (2014년 11월 11일). 〈Christian Wolff. 8.2 Cosmology〉. 《SEP》. 2018년 3월 24일에 확인함.
12. ↑  Hettche, Matt (2014년 11월 11일). 〈Christian Wolff. 8.4 Natural Theology〉. 《SEP》. 2018년 3월 24일에 확인함.
13. ↑  Klempe, Sven Hroar (2017). 《Kierkegaard and the Rise of Modern Psychology》. Abingdon-on-Thames: Routledge. 74쪽. ISBN 978-1-35151022-6.
14. 1 2  Craig, Edward (1996). 〈Wolff, Christian〉. 《Routledge Encyclopedia of Philosophy》. Routledge.
15. ↑  Sandkühler, Hans Jörg (2010). 〈Ontologie〉. 《Enzyklopädie Philosophie》. Meiner. 2021년 3월 11일에 원본 문서에서 보존된 문서. 2020년 12월 16일에 확인함.
16. 1 2  Hettche, Matt; Dyck, Corey (2019). “Christian Wolff”. 《The Stanford Encyclopedia of Philosophy》. Metaphysics Research Lab, Stanford University. 2020년 12월 16일에 확인함.
17. ↑  Borchert, Donald M. (2006). 〈Ontology, History of〉. 《Macmillan Encyclopedia of Philosophy, 2nd Edition》. Macmillan.